# Нижегородска област
Нижегородска област (рус. Нижегородская область) је конститутивни субјект Руске Федерације са статусом области на простору Поволшког федералног округа у европском делу Русије.
Административни центар области је град Нижњи Новгород.

## Етимологија
Главни град области Нижњи Новгород, често се назива и само Нижњи или Нижјегород. По овој последњој краћеници названа је и област. Град је основан 1221. године на територији Владимир-Суздаљске кнежевине у делу земље која је тад била позната као Низовска земља.
Након што су Руси стигли до ушћа Оке у Волгу, владимирски кнез Јуриј Всјеволодович, подиже нови одбрамбени град и даје му име Нови-град Низовске земље (рус.Новгород Низо́вской земли). Како се руски назив Низовска често поистовећивао са речима „доња или ниска земља“, граду се убрзо скраћује име у „Нижи“ (рус.Нижний) Новгород.

## Становништво
| 1989.     | 2002.     | 2010.     |
| --------- | --------- | --------- |
| 3,714,322 | 3,524,028 | 3,310,597 |